# Grupo Dignidade
Grupo Dignidade é uma organização não governamental e sem fins lucrativos brasileira fundada em 1992 em Curitiba. A ONG ficou conhecida no Paraná como o primeiro grupo organizado no estado para promover a cidadania de pessoas lésbicas, gays, bissexuais, transgênero e intersexo. O Grupo Dignidade é pioneiro em defender e promover a livre orientação sexual, identidade e expressão de gênero, bem como os direitos humanos e a cidadania de pessoas LGBTI+.
O Grupo Dignidade atua no desenvolvimento organizacional, que são os serviços fornecidos pela ONG, como psicoterapia, orientação jurídica, grupos de apoio e trabalhos de prevenção a HIV e outras ISTs, na interação com a comunidade local, como a Marcha pela Diversidade, palestras em escolas, universidades e empresas, mutirões de emprego e atividades culturais, na advocacia para políticas públicas, como diálogo com o governos municipal, estadual e federal para a promoção de direitos LGBTI+ e na pesquisa e formação, como produção de materiais com a temática LGBTI+. A ONG também organiza Cine Debates e Cafés com Diversidade.

## História
A organização foi criada em 14 de março de 1992 na cidade de Curitiba por Toni Reis e David Harrad. O nome ‘dignidade’ é relacionado a orgulho, de orgulho gay, como uma tradução de 'pride', em homenagem ao  Dia Internacional do Orgulho Gay, celebrado em 28 de junho desde 1992.
O Grupo Dignidade foi a primeira organização LGBTI+ no Brasil a receber o título de Utilidade Pública Federal, por decreto presidencial em 5 de maio de 1997.
A ONG completou 30 anos em 2022, recebendo homenagem da Câmara Municipal de Curitiba. Em julho do mesmo ano, o Grupo Dignidade foi responsável pela quinta edição da Marcha pela Diversidade, que aconteceu com início na Praça 19 de Dezembro e término na Praça Nossa Senhora de Salete, em frente ao Palácio Iguaçu.